# Legends of Oz: Dorothy's Return
Legends of Oz: Dorothy's Return é um filme estadunidense-indiano em CGI baseado no livro de Roger Stanton Baum com o mesmo nome. Ele está sendo produzido pela Summertime Entertainment, da divisão de entretenimento familiar da Alpine Pictures. O filme teve seu lançamento em 2013 nos cinemas norte-americanos. A atriz e cantora Lea Michele, da famosa série musical Glee, está no elenco dublando Dorothy.

## Sinopse
Dorothy Gale (Lea Michele) retorna para o Kansas e o encontra devastado. Dorothy então encontra um novo jeito de voltar para a Terra de Oz e descobre que seus velhos amigos Espantalho (Dan Aykroyd), Homem de Lata (Kelsey Grammer), Leão Covarde (Jim Belushi) e todo o resto da Terra de Oz estão em grande perigo. Na nova aventura de Dorothy por Oz, ela conhece novos amigos, como um homem marshmallow de nome Marshal Mallow (Hugh Dancy), uma princesa boneca chinesa (Megan Hilty), um ancião denominado Tugg (Patrick Stewart), e uma grande coruja chamada Wiser (Oliver Platt). Com a ajuda dos novos amigos, luta contra um malvado Bobo da Corte (Martin Short) que quer controlar Oz, transformando pessoas importantes em marionetes.

## Elenco
- Lea Michele como Dorothy Gale
- Martin Short como o Bobo da Corte
- Dan Aykroyd como o Espantalho
- Kelsey Grammer como o Homem de Lata
- Jim Belushi como o Leão Covarde
- Bernadette Peters como Glinda
- Hugh Dancy como Marshal Mallow
- Megan Hilty como a Princesa da China
- Patrick Stewart como Tugg
- Oliver Platt como Wiser, a Coruja
- Brian Blessed como o Juiz Jawbreaker

## Dublagem brasileira
Manu Gavassi como Dorothy Gale
Rodrigo Lombardi como Bobo da corte
Sergio Stern como Espantalho
Hercules Franco como Homem de Lata
Mauro Ramos como Leão Covarde
Claudio Galvan como Marshal Mallow
Sylvia Salustti como Princesa da China
Élcio Romar como Wiser, a Coruja
Miriam Ficher como Glinda, a boa bruxa